# Crotalaria membranacea
Crotalaria membranacea är en ärtväxtart som beskrevs av William Vincent Fitzgerald. Crotalaria membranacea ingår i släktet sunnhampor, och familjen ärtväxter. Inga underarter finns listade i Catalogue of Life.